# 第9步兵師 (德國國防軍)
第9步兵師（德語：9. Infanterie-Division）是威瑪共和國防衛軍陸軍、納粹德國國防軍陸軍的一個步兵師。該師於1934年10月1日在吉森組建。
第二次世界大戰期間，該師參與入侵波蘭、入侵法國行動。1941年6月，該師參與巴巴羅薩行動。此後該師一直在東線作戰，直至1944年8月在烏克蘭南部被殲。
同年10月，集合原來的第9步兵師殘部與丹尼威茲影子步兵師的兵力，該師重新組建，改編為第9國民擲彈兵師（德語：9. Volksgrenadier-Division）。
該師最後在艾费尔山與美军交戰，並向其投降。

## 註腳
1. ↑  Mitcham（2007年）